# Jürgen Tippe
Jürgen Tippe (* 14. Juli 1935 in Potsdam; † 8. August 2009) war ein deutscher Mathematiker sowie Hochschulrektor und -präsident.

## Leben

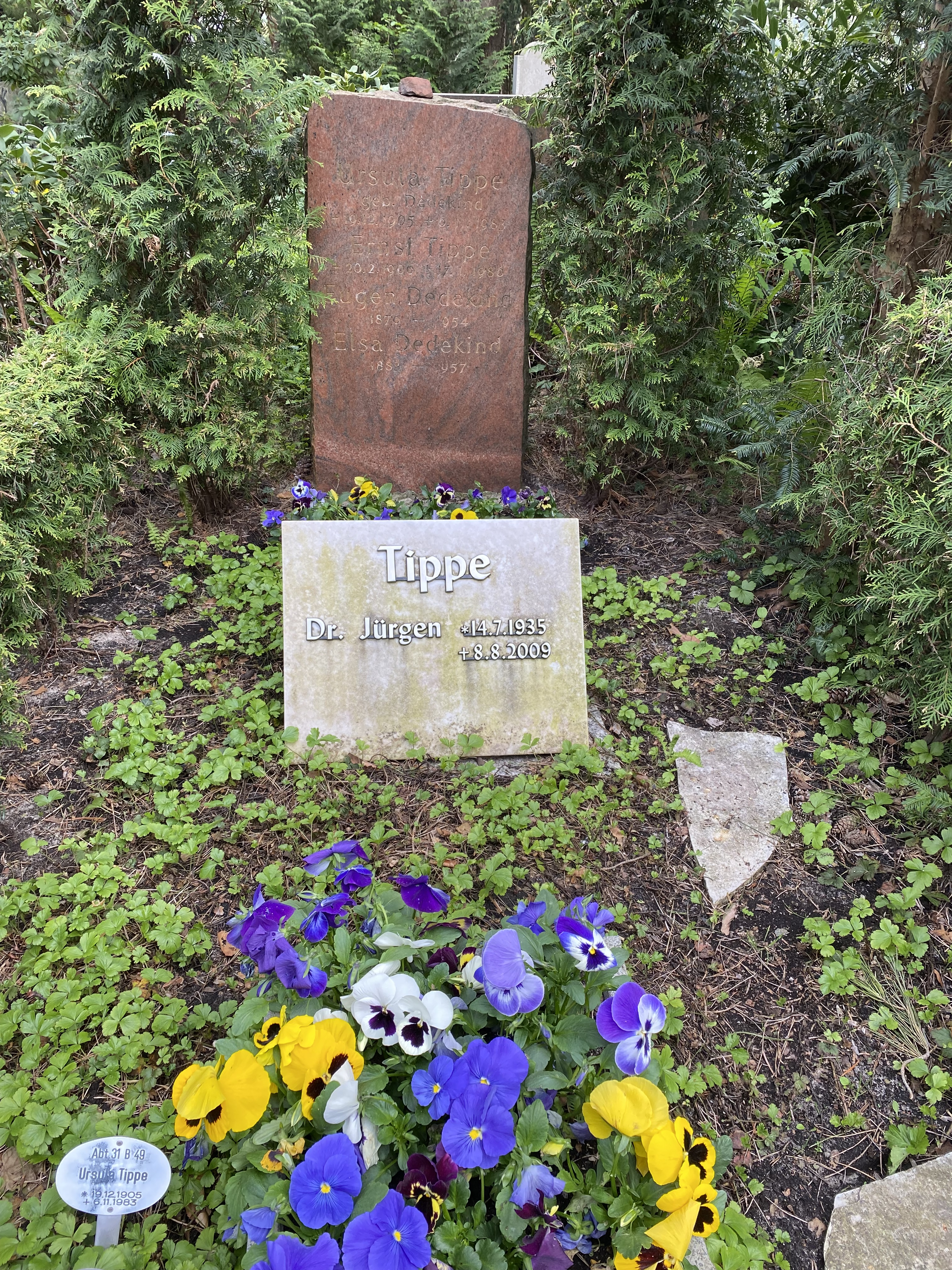
Grabstätte Jürgen Tippe

Jürgen Tippe besuchte bis 1945 eine Grundschule in Potsdam. Aufgrund der Schulreform in der Sowjetischen Besatzungszone konnte er erst 1949 eine Oberschule besuchen. In Blankenburg (Harz) machte er 1953 das Abitur. Er studierte ein Jahr Mathematik an der Humboldt-Universität in Ost-Berlin bei Heinrich Grell und Hans Reichardt. Die Familie beantragte im Rahmen des Notaufnahmegesetzes die Ausreise nach West-Berlin. Nach Anerkennung seines Abiturzeugnisses studierte Jürgen Tippe an der Freien Universität Berlin bei Alexander Dinghas, Karl Peter Grotemeyer und Helmut Pachale (Funktionalanalysis und Maßtheorie). Bei Alexander Dinghas diplomierte er 1960 über Fixpunktsätze in allgemeinen topologischen Räumen. Im Anschluss wurde er Assistent am Lehrstuhl für Angewandte Mathematik der FU Berlin. Er beschäftigte sich dort mit dem Fragenkomplex der isoperimetrischen Eigenschaft der Kugel in nichteuklidischen Geometrien. 1962/63 promovierte er bei Alexander Dinghas über das Thema Zur isoperimetrischen Eigenschaft der Kugel in Riemann'schen Räumen konstanter positiver Krümmung.
Mit Gründung der Technischen Fachhochschule Berlin im Bezirk Wedding 1971 war er dort Rektor, später Präsident. Während seiner Zeit an der Technischen Fachhochschule Berlin setzte er sich unter anderem für die Einführung von Praxissemestern sowie die Kooperation mit der Wirtschaft und Partnerhochschulen ein. 1989 war er Gründungspräsident der Fachhochschule für Technik und Wirtschaft in Berlin-Karlshorst. Das Amt legte er 1994 nieder. Von 1992 bis 1994 war er darüber hinaus Direktor des itw – Institut für Aus- und Weiterbildung in Berlin-Wedding. Das Amt dort legte er wegen finanzieller Unregelmäßigkeiten nieder. Ab Februar 2008 unterrichtete Jürgen Tippe ehrenamtlich Hochschulmathematik an der Georg-Büchner-Oberschule in Berlin-Lichtenrade.
Zu seinen Interessen gehörten das Klavierspielen, das Bergsteigen sowie das Schachspielen. Aktiv Schach spielte er bei den Vereinen Schwarzer Springer Schmargendorf und später Schwarz-Weiß Lichtenrade. Im Juli 2009 wurde bei ihm Krebs diagnostiziert, an dem er wenige Wochen später verstarb. Beigesetzt wurde Jürgen Tippe auf dem Waldfriedhof Dahlem (Feld 004-466). 

## Veröffentlichungen
Seine Promotion wurde 1962 von der University of California und 1963 als Zusammenfassung von der FU Berlin veröffentlicht. Er bearbeitete die 4. Auflage (Erscheinungsdatum 1971) des Lehrbuchs Methoden der Praktischen Analysis von Friedrich Adolf Willers.
- Thesen zur Reform der Ingenieurausbildung. 1974
- Technische Fachhochschule Berlin: TechnologieTransfer, Angebote, Leistungen …. TFH, Berlin 1987